# Anders Ahlmark
Sten Anders Ahlmark, född 19 juli 1944, död 29 mars 2021, var en svensk kartograf vid Sjöfartsverket, känd som "Fången på fyren". 
Han anställdes på Sjöfartsverket 1966, där hans blivande hustru Christina redan arbetade sedan ett par år. Familjen flyttade med verket från Stockholm till Norrköping 1975. När Tsesisolyckan inträffade i oktober 1977 var Anders Ahlmark förste kartograf och chef för konstruktionsdetaljen på sjökarteavdelningen. Hans avslöjanden till pressen angående Sjöfartsverkets ansvar för katastrofen ledde till yrkesförbud och ofrivillig omplacering inom verket. Anders och Christina Ahlmark, som båda vittnade vid domstolsprövningarna av Tsesiskatastrofen, köptes ut 1989, men har inte fått någon upprättelse av staten.
Anders Ahlmark fick 1996 Stiftelsen Owe Thörnqvists Miljöfonds stipendium. Pjäsen Fången på fyren av Malin Lagerlöf handlar om hans öde. Anders Ahlmark har under senare tid skrivit om sina upplevelser 1977–1989 i bloggformat. Om Tsesisolyckan finns också som pdf-fil 